# Hey Stoopid (chanson)
Singles de Alice Cooper
Only My Heart Talkin'
(1990) Love's a Loaded Gun
(1991)
Hey Stoopid est le premier single de l'album éponyme sorti en 1991 sous le label Epic Records. Les deux autres singles sont Love's a Loaded Gun, publié en 1991 et Feed My Frankenstein, en 1992. Hey Stoopid est le plus gros succès de l'album et est devenu le titre le plus interprété en live. Le titre live a d'ailleurs été publié plus tard sur le single Lost in America en tant que deuxième titre.
Aux États-Unis, Hey Stoopid se classe aux Billboard Hot 100 à la 78e place dans la semaine du 3 août 1991 et à la 13e place aux Mainstream Rock Tracks chart  la semaine du 27 juillet 1991. Au Canada, Hey Stoopid se classe à la 48e position. En Europe, le single atteint la 36e position en Belgique, 25e au Royaume-Uni, 22e aux Pays-Bas, 19e en Suède et à la 5e place en Norvège. Dans le reste du monde, le single occupe la 32e position en Australie et la 17e en Nouvelle-Zélande
De célèbres musiciens sont invités à jouer sur ce titre, Slash exécutant le solo, Joe Satriani à la guitare, Ozzy Osbourne qui prête sa voix et qu'on peut apercevoir brièvement dans le clip vidéo. Ozzy chante la ligne You know, I know.
La chanson adresse un message anti-drogue dans lequel Alice Cooper avertit les jeunes sur les dangers et les pièges de l'abus de drogue, insistant sur les avantages à vivre sans drogue. La chanson traite également du suicide chez les adolescents et les jeunes adultes, soulignant que le suicide ne devrait jamais être une option, quelle que soit la détresse d'une personne : dépression, solitude ou encore l'isolement.

## Liste des titres
| No | Titre               | Auteur                                          | Durée |
| -- | ------------------- | ----------------------------------------------- | ----- |
| 1. | Hey Stoopid         | Alice Cooper, Vic Pepe, Jack Ponti, Bob Pfeifer | 4:21  |
| 2. | Wind-Up Toy         | Alice Cooper, Vic Pepe, Jack Ponti, Bob Pfeifer | 5:12  |
| 3. | It Rained All Night | Alice Cooper, Desmond Child                     | 3:53  |

## Composition du groupe
- Alice Cooper - chants, harmonica
- Hugh McDonald - basse
- John Webster - claviers
- Mickey Curry - batterie
- Joe Satriani - guitare sur Hey Stoopid et Wind-Up Toy
- Slash - guitare solo sur Hey Stoopid
- Ozzy Osbourne & Zachary Nevel - chœurs sur Hey Stoopid

## Charts
| Pays                                      | Position    | Réf         |
| Hey Stoopid                               | Hey Stoopid | Hey Stoopid |
| ----------------------------------------- | ----------- | ----------- |
| Australie (ARIA Charts)                   | 32          | [ 13 ]      |
| Belgique (Ultratop 50 Singles)            | 36          | [ 8 ]       |
| Canada (Canadian Hot 100)                 | 48          | [ 7 ]       |
| États-Unis (Billboard Hot 100)            | 78          | [ 3 ]       |
| États-Unis (Mainstream Rock Tracks chart) | 13          | [ 5 ]       |
| Norvège (VG-lista)                        | 5           | [ 12 ]      |
| Nouvelle-Zélande (Recorded Music NZ)      | 17          | [ 14 ]      |
| Pays-Bas (MegaCharts)                     | 22          | [ 10 ]      |
| Royaume-Uni (UK Singles Chart)            | 25          | [ 9 ]       |
| Suède (Sverigetopplistan)                 | 19          | [ 11 ]      |

## Formats
| Pays                 | Format          | Catalogue    |
| Epic Records         | Epic Records    | Epic Records |
| -------------------- | --------------- | ------------ |
| Royaume-Uni          | Maxi CD single, | 656983 5     |
| Royaume-Uni          | Maxi 45 tours   | 656983 6     |
| Royaume-Uni          | Picture-disc    | 656983 8     |
| Royaume-Uni & Europe | Vinyle 45 tours | 656983 7     |
| Royaume-Uni & Europe | Maxi CD         | 656983 9     |
| Australie            | CD              | 656983 2     |
| États-Unis           | CD              | ESK 73845    |
| Royaume-Uni          | CD              | 656983 1     |